# Rincón de Curungueo
Rincón de Curungueo es una localidad del estado mexicano de Michoacán. Es parte del municipio de Zitácuaro.

## Toponimia
El nombre «Curungueo» proviene del purépecha: curuguepeni, su significado es «aborrecer».

## Demografía
| Gráfica de evolución demográfica |
|                                  |

| Censo | Población |
| ----- | --------- |
| 1970  | 668       |
| 1980  | 880       |
| 1990  | 1139      |
| 2000  | 1535      |
| 2010  | 1310      |
| 2020  | 1507      |